# Berthold von Nasse

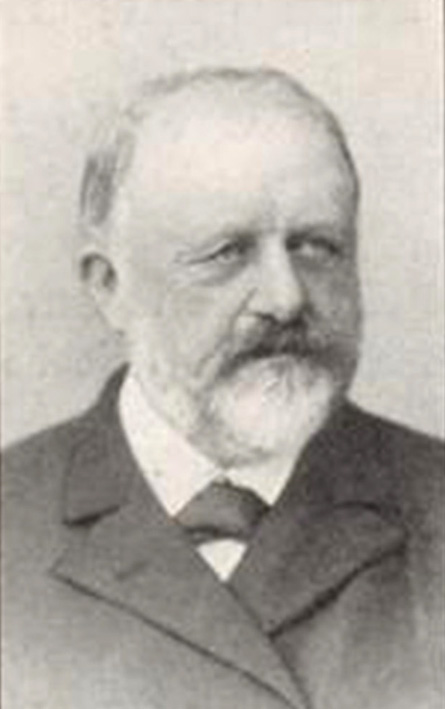
Oberpräsident der Rheinprovinz Berthold von Nasse, Ehrenvorstand der Internationalen Kunstausstellung und großen Gartenbau-Ausstellung, Kunstpalast Düsseldorf, 1904

Berthold Johannes Marcellus Edmund Nasse, ab 1905 von Nasse (* 9. Dezember 1831 in Bonn; † 30. November 1906 ebenda) war ein preußischer Staatsbeamter.

## Leben
Nasse entstammte einer ab dem 17. Jahrhundert in Bielefeld lebenden Familie und ist der Sohn des Internisten und Psychiaters Christian Friedrich Nasse, Mitglied der Leopoldina, und der Henriette Weber (1788–1878) aus alter Bielefelder Leinenhändler-Familie. Am 12. Juni 1862 heiratete er in Hamburg Helene Weber. Aus dieser Ehe stammen die Söhne Ernst und Erwin, die beide in Diez an der Lahn geboren wurden, sowie die Tochter Alwine, die später Paul von Laer ehelichte.
Nasse studierte von 1849 bis 1853 an den Universitäten in Bonn und Berlin. Im Jahr 1853 begann er als Auskultator am Landgericht Bonn. 1856 wurde er Regierungsreferendar in Koblenz und vertrat 1857 den Landrat des Landkreises Mayen. 1858 kam er zur preußischen Regierung nach Potsdam und wurde 1860 als Regierungsassistent wieder in Koblenz eingesetzt, kam aber gleich 1861 zum Oberpräsidenten der Rheinprovinz. Im Jahr 1867 wurde er erster kommissarischer Landrat des Unterlahnkreises. 1874 wechselte der als „Hilfsarbeiter“ ins Ministerium des Innern und wurde dort 1877 Geheimer und Vortragender Rat. Im Jahr 1881 folgte die Ernennung zum Regierungspräsidenten von Trier. Nach sieben Jahren im Amt folgte 1888 seine Berufung als Unterstaatssekretär in das preußische Kultusministerium. Von 1890 bis 1905 war er schließlich Oberpräsident der Rheinprovinz und zog damit als erster gebürtiger Rheinländer in den Regierungssitz, das ehemals kurfürstliche Schloss zu Koblenz, ein. Zugleich war er Präsident der Rheinstrom-Bauverwaltung. Im Jahr 1893 wurde er Wirklicher Geheimer Rat.
Nasse wurde mit Abschluss seiner Berufslaufbahn am 19. August 1905 auf Schloss Wilhelmshöhe vom deutschen Kaiser in den preußischen Adelsstand erhoben.

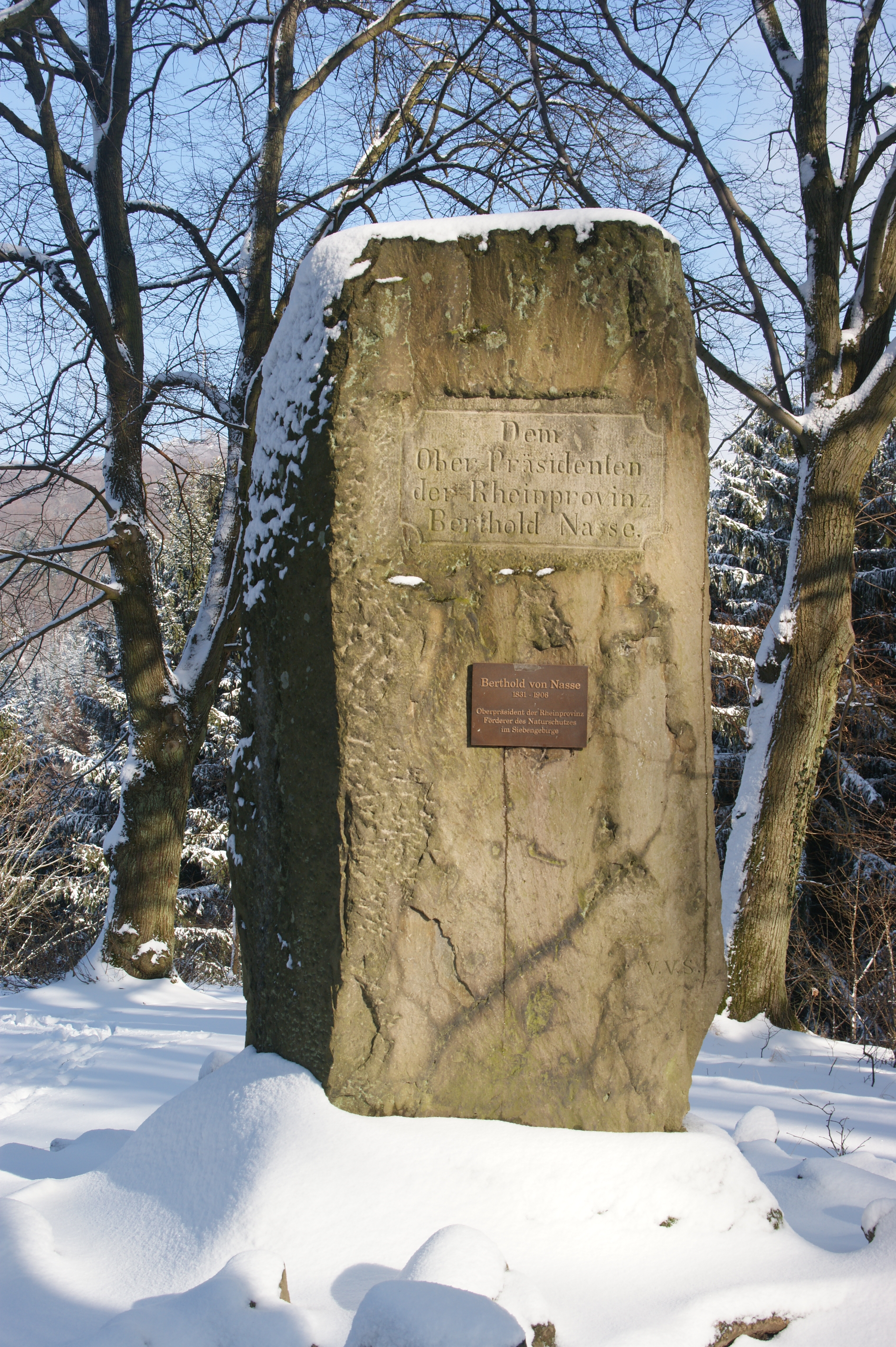
Denkmal im Siebengebirge, Königswinter-Ittenbach

Er war Protektor des Bienenzuchtvereins der Rheinprovinz.

## Ehrungen
- 1901: Ehrenbürgerschaft der Stadt Bonn
- 1901: Ehrenbürgerschaft der Stadt Koblenz
- 1901: Ehrenbürgerschaft der Stadt Trier
- 1903: Ehrenbürgerschaft der Stadt Mayen
- 1903: Ehrendoktor der Universität Bonn
- 7. Juni 1903: Ehrenbürger der Stadt Ahrweiler
- 19. August 1905: preußischer Adelsstand